# Каргополов, Михаил
Михаил Каргополов (убит 31 января 1919 года) — иерей, святой Русской православной церкви, причислен к лику святых как священномученик в 2000 году для общецерковного почитания.

## Биография
До принятия сана был офицером казачьих войск.
Служил священником в селе Петровском Ачинского уезда Енисейской губернии (ныне Бирилюсский район Красноярского края).
31 января 1919 года был арестован отрядом красноармейцев под командованием Щетинкина. Священника посадили на заднюю подводу, а на переднюю сели арестовавшие его красноармейцы. Отъехав немногим более километра от села, они остановили лошадей, вытащили священника из саней, сорвали с него шубу и потребовали, чтобы он снял с себя крест. Отец Михаил отказался. Тогда они попытались силой вырвать из рук священника крест, но безуспешно. Сжимая в руках крест, священник молился и говорил: «Не ведят бо, что творят!» Один из палачей выстрелил в упор ему в голову. Отец Михаил упал, и они стали стрелять в него, выпустив зарядов двадцать, пока не убили.
17 марта того же года в Благовещенской церкви города Красноярска епархиальным архиереем в сослужении многочисленного духовенства было совершено торжественное отпевание священника. Тело пастыря-мученика было погребено рядом с Благовещенской церковью.

## Канонизация
Причислен к лику святых новомучеников и исповедников Российских для общецерковного почитания Деянием Юбилейного Архиерейского Собора Русской Православной Церкви, проходившего 13—16 августа 2000 года в Москве.
День памяти: 18/31 января и в Соборе новомучеников и исповедников Российских.